# Coptotettix mazarredoi
Coptotettix mazarredoi är en insektsart som beskrevs av Bolívar, I. 1887. Coptotettix mazarredoi ingår i släktet Coptotettix och familjen torngräshoppor. Inga underarter finns listade i Catalogue of Life.